# Hebius jingdongensis
Hebius jingdongensis — вид змій родини полозових (Colubridae). Описаний у 2023 році.

## Поширення
Ендемік Китаю. Поширений в провінції Юньнань. Типовий зразок зібраний в екологічній станції на схилах гори Айлао на висоті 2400 м над рівнем моря.

## Опис
Тіло циліндричне. Хвіст відносно короткий, TaL/TL 0,235–0,243; спинна луска ряди 19-19-17; вентральні частини 163—166, пластинка клоаки розділена, підхвостові частини 71–74 пари; надгубних лусок 8, перших два стикаються з носовими; підгубних 9 або 10, преокулярний 1, постокулярний 3; спинка тіла піщано-бежева з боками жовтувато-бурими, прикрашеними двома цегляно-червоними смугами на спинно-латеральних рядах луски в живих особин; шви між губами цегляно-червоні в живому та темно-коричневі в консерванті; черевна частина світло-жовта із зовнішньою частиною кожної луски цегляно-червоною в живому стані; наявні вентролатеральні смуги.